# Alcyonium aurantiacum
Alcyonium aurantiacum är en korallart som beskrevs av Jean René Constant Quoy och Joseph Paul Gaimard 1834. Alcyonium aurantiacum ingår i släktet Alcyonium och familjen läderkoraller. Inga underarter finns listade i Catalogue of Life.